# Francisque Millet

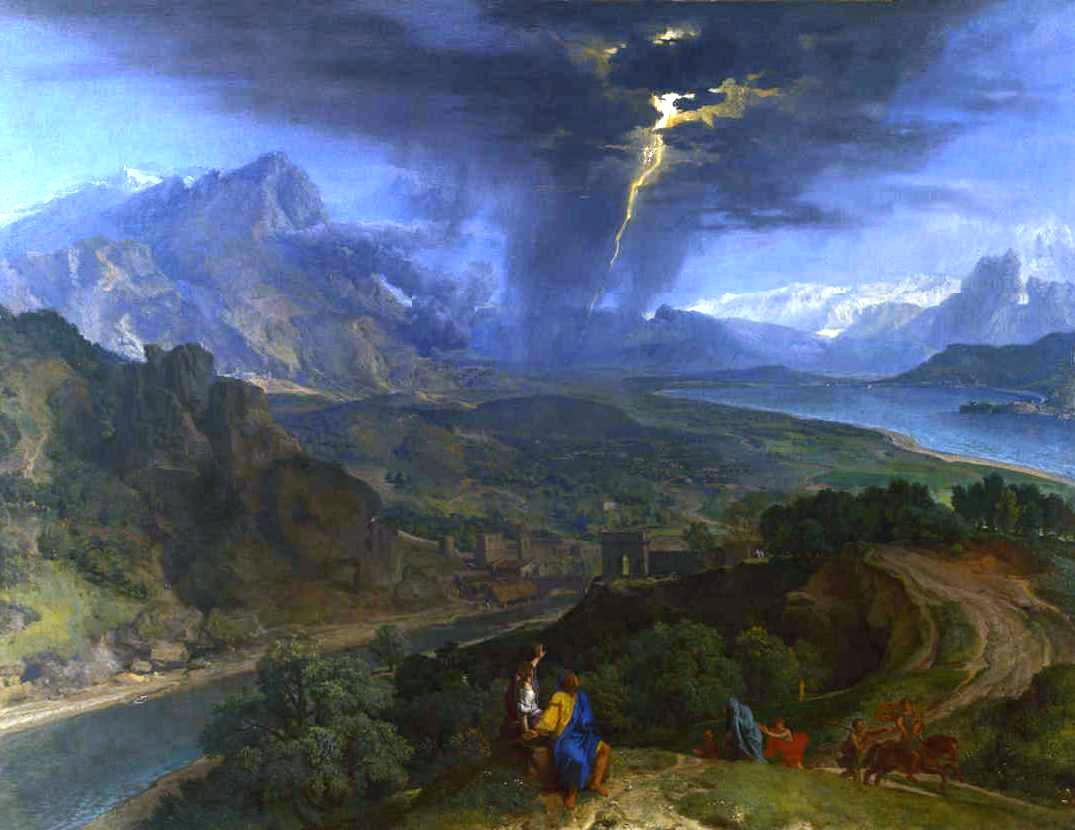
Paesaggio montuoso con fulmine (1675 circa)

Jean François Millet, detto Francisque (Anversa, 27 aprile 1642 – Parigi, 3 giugno 1679  o 1680), è stato un pittore e incisore fiammingo attivo soprattutto in Francia.

## Biografia

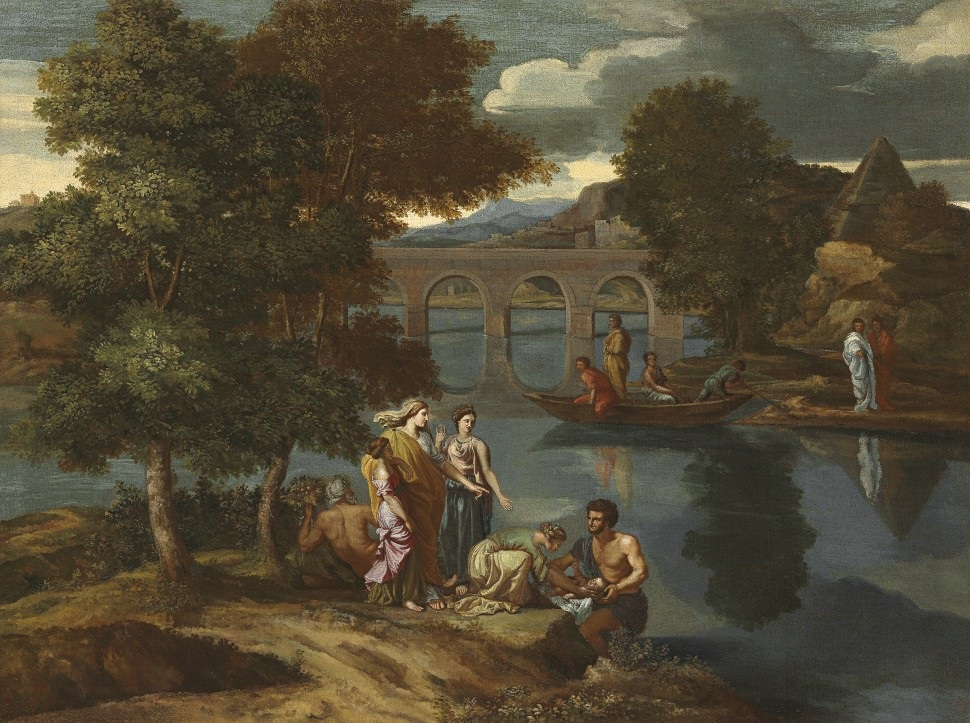
Mosè salvato dalle acque (1675 circa)

Dopo essere stato allievo di Laurent Francken ad Anversa, si trasferì a Parigi nel 1659, dove divenne membro dell'Académie royale de peinture et de sculpture nel 1673.
Viaggiò nella Fiandre, nei Paesi Bassi e in Inghilterra, ma poco dopo il suo ritorno a Parigi morì prematuramente.
Si dedicò principalmente alla pittura di paesaggi, in particolare italiani, e di soggetti religiosi.
Le sue opere di natura paesaggistica rivelano l'influenza di Gaspard Dughet, ma con uno stile meno libero e sono caratterizzate dalla profondità dell'orizzonte e dall'utilizzo di verdi acidi punteggiati da piccole macchie di rosso vermiglio. 
È, assieme a Sébastien Bourdon, uno dei rappresentanti della pittura di paesaggi eroici, calmi e grandiosi, secondo la definizione di Nicolas Poussin.
Millet ebbe svariati allievi, fra cui Augustin Coppens, Jean Coustel ed il figlio Jean François, detto Francisque, che proseguì l'opera del padre nella produzione di paesaggi, come pure il nipote Joseph, anch'egli soprannominato Francisque.
La presenza di parenti con lo stesso nome o lo stesso soprannome e la mancanza di documentazione certa relativa alle opere, hanno creato e creano problemi di attribuzione delle stesse.

## Alcune Opere
- Paesaggio immaginario, olio su tela, 57 x 66,5 cm, 1660 circa, Museo di Belle Arti, Budapest[4]
- Paesaggio italiano, olio su tela, 106 × 119 cm , 1660-1670, Alte Pinakothek, Monaco di Baviera[5]
- Paesaggio montuoso con fulmine, olio su tela, 97,3 × 127,1 cm, 1675 circa, National Gallery, Londra
- Mosè salvato dalle acque, olio su tela, 73,7 × 99 cm, 1675 circa, collezione privata
- Paesaggio con Cristo e i suoi discepoli, olio su tela, 99 × 133 cm, Museo dell'Ermitage, San Pietroburgo[6]